# اکیبولاک
اکیبولاک (به لاتین: Ekibulak) یک منطقهٔ مسکونی در روسیه است که در داغستان واقع شده‌است.